# Liste de jeux D3 Publisher
Cette liste de jeux D3 Publisher répertorie les jeux vidéo développés ou édités par l'entreprise D3 Publisher.
| Année de sortie | Titre | Développeur | Éditeur                        | Plates-formes |
| --------------- | --- | ----------- | ------------------------------ | --- |
| 1999            | Purumui Purumui |             | Oui (JPN rééd.)                | PlayStation |
| 1999            | Hello Kitty's Cube Frenzy                                                                                              |             | Oui (JPN rééd.)                | PlayStation |
| 1999            | Simple 1500 Series Vol. 01: The Mahjong                                                                                |             | Oui (JPN rééd.)                | PlayStation |
| 1999            | Simple 1500 Series Vol. 02: The Shōgi                                                                                  |             | Oui (JPN rééd.)                | PlayStation |
| 1999            | Simple 1500 Series Vol. 03: The Gomoku Narabe                                                                          |             | Oui (JPN rééd.)                | PlayStation |
| 1999            | Simple 1500 Series Vol. 04: The Reversi                                                                                |             | Oui (JPN rééd.)                | PlayStation |
| 1999            | Simple 1500 Series Vol. 05: The Igo                                                                                    |             | Oui (JPN rééd.)                | PlayStation |
| 1999            | Simple 1500 Series Vol. 06: The Hanafuda                                                                               |             | Oui (JPN rééd.)                | PlayStation |
| 1999            | Simple 1500 Series Vol. 07: The Card                                                                                   |             | Oui (JPN rééd.)                | PlayStation |
| 1999            | Simple 1500 Series Vol. 08: The Solitaire                                                                              |             | Oui (JPN rééd.)                | PlayStation |
| 1999            | Simple 1500 Series Vol. 09: The Chess / Check Mate                                                                     |             | Oui (JPN rééd.)                | PlayStation |
| 1999            | Simple 1500 Series Vol. 10: The Billiard / Billiards                                                                   |             | Oui (JPN rééd.)                | PlayStation |
| 1999            | Simple 1500 Series Vol. 11: The Pinball                                                                                |             | Oui (JPN rééd.)                | PlayStation |
| 1999            | Simple 1500 Series Vol. 12: The Quiz                                                                                   |             | Oui (JPN rééd.)                | PlayStation |
| 1999            | Simple 1500 Series Vol. 13: The Race / Racing                                                                          |             | Oui (JPN rééd.)                | PlayStation |
| 1999            | Simple 1500 Series Vol. 14: The Block Kuzushi                                                                          |             | Oui (JPN rééd.)                | PlayStation |
| 1999            | Simple 1500 Series Vol. 15: The Pachinko                                                                               |             | Oui (JPN rééd.)                | PlayStation |
| 1999            | Simple 1500 Series Vol. 16: The Pachislot                                                                              |             | Oui (JPN)                      | PlayStation |
| 1999            | Simple 1500 Series Vol. 17: The Bike Race                                                                              |             | Oui (JPN rééd.)                | PlayStation |
| 1999            | Simple 1500 Series Vol. 18: The Bowling / Bowling                                                                      |             | Oui (JPN)                      | PlayStation |
| 1999            | Simple 1500 Series Vol. 19: The Sugoroku / Pastel Muse                                                                 |             | Oui (JPN)                      | PlayStation |
| 1999            | Simple 1500 Series Vol. 20: The Puzzle                                                                                 |             | Oui (JPN rééd.)                | PlayStation |
| 1999            | Simple 1500 Series Vol. 22: The Pro Wrest                                                                              |             | Oui (JPN)                      | PlayStation |
| 1999            | Simple 1500 Series Vol. 23: The Gateball                                                                               |             | Oui (JPN)                      | PlayStation |
| 1999            | Simple 1500 Series Vol. 24: The Gun Shooting                                                                           |             | Oui (JPN)                      | PlayStation |
| 2000            | Pop de Cute na Shinri Test: Alabama                                                                                    |             | Oui (JPN)                      | PlayStation |
| 2000            | Simple 1500 Jitsuyō Series Vol. 01: Norikae Annai ~2000 Edition~                                                       |             | Oui (JPN)                      | PlayStation |
| 2000            | Simple 1500 Jitsuyō Series Vol. 02: Katei no Fūsui                                                                     |             | Oui (JPN)                      | PlayStation |
| 2000            | Simple 1500 Jitsuyō Series Vol. 03: Seimei Handan                                                                      |             | Oui (JPN)                      | PlayStation |
| 2000            | Simple 1500 Jitsuyō Series Vol. 04: Ryōri                                                                              |             | Oui (JPN)                      | PlayStation |
| 2000            | Simple 1500 Series Vol. 21: The Yakyū                                                                                  |             | Oui (JPN)                      | PlayStation |
| 2000            | Simple 1500 Series Vol. 25: The Keiba                                                                                  |             | Oui (JPN)                      | PlayStation |
| 2000            | Simple 1500 Series Vol. 26: The Tennis / Tennis                                                                        |             | Oui (JPN)                      | PlayStation |
| 2000            | Simple 1500 Series Vol. 27: The Snowboard / Snowboarding                                                               |             | Oui (JPN)                      | PlayStation |
| 2000            | Simple 1500 Series Vol. 28: The Dungeon RPG                                                                            |             | Oui (JPN)                      | PlayStation |
| 2000            | Simple 1500 Series Vol. 29: The Tsuri                                                                                  |             | Oui (JPN)                      | PlayStation |
| 2000            | Simple 1500 Series Vol. 30: The Basket - 1 on 1 Plus / One on One                                                      |             | Oui (JPN)                      | PlayStation |
| 2000            | Simple 1500 Series Vol. 31: The Sound Novel                                                                            |             | Oui (JPN)                      | PlayStation |
| 2000            | Simple 1500 Series Vol. 32: The Boxing                                                                                 |             | Oui (JPN)                      | PlayStation |
| 2000            | Simple 1500 Series Vol. 33: The Takkyū                                                                                 |             | Oui (JPN)                      | PlayStation |
| 2000            | Simple 1500 Series Vol. 34: The Quiz Bangumi                                                                           |             | Oui (JPN)                      | PlayStation |
| 2000            | Simple 1500 Series Vol. 35: The Shooting / Shooter: Space Shot                                                         |             | Oui (JPN)                      | PlayStation |
| 2000            | Simple 1500 Series Vol. 36: The Renai Simulation                                                                       |             | Oui (JPN)                      | PlayStation |
| 2000            | Simple 1500 Series Vol. 37: The Illust Puzzle and Slide Puzzle                                                         |             | Oui (JPN)                      | PlayStation |
| 2000            | Simple 1500 Series Vol. 38: The Real Racing - Toyota                                                                   |             | Oui (JPN)                      | PlayStation |
| 2000            | Simple 1500 Series Vol. 39: The Mahjong 2                                                                              | Oui         | Oui (JPN)                      | PlayStation |
| 2000            | Simple 1500 Series Vol. 40: The Shōgi 2                                                                                |             | Oui (JPN)                      | PlayStation |
| 2000            | Simple 1500 Series Vol. 41: The Reversi 2                                                                              |             | Oui (JPN)                      | PlayStation |
| 2000            | Simple 1500 Series Vol. 42: The Igo 2                                                                                  |             | Oui (JPN)                      | PlayStation |
| 2000            | Simple 1500 Series Vol. 43: The Hanafuda 2                                                                             |             | Oui (JPN)                      | PlayStation |
| 2000            | Simple 1500 Series Vol. 44: The Block Kuzushi 2                                                                        |             | Oui (JPN)                      | PlayStation |
| 2000            | Simple 1500 Series Vol. 45: The Card 2                                                                                 |             | Oui (JPN)                      | PlayStation |
| 2000            | Simple 1500 Series Vol. 47: The Skateboard / Street Skater                                                             |             | Oui (JPN)                      | PlayStation |
| 2000            | Simple 1500 Series Vol. 46: The Mahjong Ochige                                                                         |             | Oui (JPN)                      | PlayStation |
| 2000            | Simple 1500 Series Vol. 48: The Puzzle 2                                                                               |             | Oui (JPN)                      | PlayStation |
| 2000            | Simple 1500 Series Vol. 49: The Casino                                                                                 |             | Oui (JPN)                      | PlayStation |
| 2000            | Simple 1500 Series Vol. 50: The Billiard 2                                                                             |             | Oui (JPN)                      | PlayStation |
| 2000            | Simple 1500 Series Vol. 51: The Jigsaw Puzzle                                                                          |             | Oui (JPN)                      | PlayStation |
| 2000            | Simple 1500 Series Vol. 52: The Pro Wrest 2                                                                            |             | Oui (JPN)                      | PlayStation |
| 2000            | Simple 1500 Series Vol. 53: The Helicopter                                                                             |             | Oui (JPN)                      | PlayStation |
| 2001            | Simple 1500 Hello Kitty Series Vol. 1: Hello Kitty Bowling                                                             |             | Oui (JPN)                      | PlayStation |
| 2001            | Simple 1500 Hello Kitty Series Vol.2: Hello Kitty Illust Puzzle                                                        |             | Oui (JPN)                      | PlayStation |
| 2001            | Simple 1500 Hello Kitty Series Vol. 3: Hello Kitty Block Kuzushi                                                       |             | Oui (JPN)                      | PlayStation |
| 2001            | Simple 1500 Hello Kitty Series Vol. 4: Hello Kitty Trump                                                               |             | Oui (JPN)                      | PlayStation |
| 2001            | Simple 1500 Jitsuyō Series Vol. 05: Kusuri no Jiten - Pill Book 2001 Edition                                           |             | Oui (JPN)                      | PlayStation |
| 2001            | Simple 1500 Jitsuyō Series Vol. 06: Cocktail no Recipe                                                                 |             | Oui (JPN)                      | PlayStation |
| 2001            | Simple 1500 Jitsuyō Series Vol. 07: Rakushiku Manabu Unten Menkyo                                                      |             | Oui (JPN)                      | PlayStation |
| 2001            | Simple 1500 Jitsuyō Series Vol. 08: 1-Jikan de Wakaru Kabushiki Tōshi                                                  |             | Oui (JPN)                      | PlayStation |
| 2001            | Simple 1500 Jitsuyō Series Vol. 09: Watashi Style no Aroma Therapy                                                     |             | Oui (JPN)                      | PlayStation |
| 2001            | Simple 1500 Jitsuyō Series Vol. 10: Tarot Uranai                                                                       |             | Oui (JPN)                      | PlayStation |
| 2001            | Simple 1500 Jitsuyō Series Vol. 11: Katei de Dekiru Tsubo Shiatsu                                                      |             | Oui (JPN)                      | PlayStation |
| 2001            | Simple 1500 Jitsuyō Series Vol. 12: Katei no Igaku                                                                     |             | Oui (JPN)                      | PlayStation |
| 2001            | Simple 1500 Series Vol. 54: The Volleyball / Break Volley                                                              |             | Oui (JPN rééd.)                | PlayStation |
| 2001            | Simple 1500 Series Vol. 55: The Darts                                                                                  |             | Oui (JPN)                      | PlayStation |
| 2001            | Simple 1500 Series Vol. 56: The Sniper                                                                                 |             | Oui (JPN)                      | PlayStation |
| 2001            | Simple 1500 Series Vol. 57: The Meiro                                                                                  |             | Oui (JPN)                      | PlayStation |
| 2001            | Simple 1500 Series Vol. 58: The Sumō                                                                                   |             | Oui (JPN)                      | PlayStation |
| 2001            | Simple 1500 Series Vol. 59: The Suiri                                                                                  |             | Oui (JPN)                      | PlayStation |
| 2001            | Simple 1500 Series Vol. 60: The Table Hockey                                                                           |             | Oui (JPN)                      | PlayStation |
| 2001            | Simple 1500 Series Vol. 61: The Quiz 2'                                                                                |             | Oui (JPN)                      | PlayStation |
| 2001            | Simple 1500 Series Vol. 62: The Ski                                                                                    |             | Oui (JPN)                      | PlayStation |
| 2001            | Simple 1500 Series Vol. 63: The Gun Shooting 2                                                                         |             | Oui (JPN)                      | PlayStation |
| 2001            | Simple 1500 Series Vol. 64: The Kickboxing / Kickboxing Knockout                                                       |             | Oui (JPN)                      | PlayStation |
| 2001            | Simple 1500 Series Vol. 65: The Golf                                                                                   |             | Oui (JPN)                      | PlayStation |
| 2001            | Simple 1500 Series Vol. 66: The Kaiten - Mawasun Da!!                                                                  |             | Oui (JPN)                      | PlayStation |
| 2001            | Simple 1500 Series Vol. 67: The Soccer / Dynamite Soccer 98                                                            |             | Oui (JPN rééd.)                | PlayStation |
| 2001            | Simple 1500 Series Vol. 68: The RC Car - RC de Go!                                                                     |             | Oui (JPN rééd.)                | PlayStation |
| 2001            | Simple 1500 Series Vol. 69: The Putter Golf / Putter Golf                                                              |             | Oui (JPN)                      | PlayStation |
| 2001            | Simple 1500 Series Vol. 70: The War Simulation                                                                         |             | Oui (JPN)                      | PlayStation |
| 2001            | Simple 1500 Series Vol. 71: The Renai Simulation 2                                                                     |             | Oui (JPN)                      | PlayStation |
| 2001            | Simple 1500 Series Vol. 72: The Beach Volley                                                                           |             | Oui (JPN)                      | PlayStation |
| 2001            | Simple 1500 Series Vol. 73: The Invaders - Space Invaders 1500                                                         |             | Oui (JPN)                      | PlayStation |
| 2001            | Simple 1500 Series Vol. 74: The Horror Mystery                                                                         |             | Oui (JPN)                      | PlayStation |
| 2001            | Simple 1500 Series Vol. 75: The Double Shooting ~Ray Storm x Ray Crisis~                                               |             | Oui (JPN)                      | PlayStation |
| 2001            | Simple 1500 Series Vol. 76: The Dodge Ball / Super Slammin' Dodgeball                                                  |             | Oui (JPN)                      | PlayStation |
| 2001            | Simple 1500 Series Vol. 77: The Suiei                                                                                  |             | Oui (JPN)                      | PlayStation |
| 2001            | Simple 1500 Series Vol. 78: The Zero Yon                                                                               |             | Oui (JPN)                      | PlayStation |
| 2001            | Simple 1500 Series Vol. 79: The Shisenshō                                                                              |             | Oui (JPN)                      | PlayStation |
| 2001            | Simple 1500 Series Vol. 80: The Jintori / Qix Neo                                                                      |             | Oui (JPN)                      | PlayStation |
| 2001            | Simple 1500 Series Vol. 81: The Renai Adventure ~Okaeri!~                                                              |             | Oui (JPN)                      | PlayStation |
| 2001            | Simple 1500 Series Vol. 83: The Wakeboard / Burstrick: Wake Boarding!!                                                 |             | Oui (JPN)                      | PlayStation |
| 2001            | Simple 2000 Series Vol. 01: The Table Game                                                                             |             | Oui (JPN)                      | PlayStation 2 - PlayStation Portable (2006) - Nintendo DS (2007) - Wii (2008)                                                 |
| 2001            | Simple 2000 Series Vol. 02: The Party Game / Forty 4 Party                                                             |             | Oui (JPN)                      | PlayStation 2 |
| 2001            | Simple 2000 Ultimate Series Vol. 10: Love Songs ~Idol ga Classmate~                                                    |             | Oui (JPN)                      | PlayStation 2 |
| 2002            | Project Minerva |             | Oui (JPN)                      | PlayStation 2 |
| 2002            | Thread Colors: Sayonara no Mukō Kawa (voir aussi : Simple 2000 Series Vol. 45)                                         |             | Oui (JPN)                      | PlayStation 2 |
| 2002            | Simple 2000 Hello Kitty Series Vol. 1: Starlight Puzzle                                                                |             | Oui (JPN)                      | PlayStation 2 |
| 2002            | Simple 2000 Hello Kitty Series Vol. 2: Minna de Sugoroku                                                               |             | Oui (JPN)                      | PlayStation 2 |
| 2002            | Simple 1500 Jitsuyō Series Vol. 13: Shinri Game - Soreike x Kokoroji                                                   |             | Oui (JPN)                      | PlayStation |
| 2002            | Simple 1500 Jitsuyō Series Vol. 14: Kurashi no Manner                                                                  |             | Oui (JPN)                      | PlayStation |
| 2002            | Simple 1500 Jitsuyō Series Vol. 15: Inu no Kaikata                                                                     |             | Oui (JPN)                      | PlayStation |
| 2002            | Simple 1500 Jitsuyō Series Vol. 16: Neko no Kaikata                                                                    |             | Oui (JPN)                      | PlayStation |
| 2002            | Simple 1500 Jitsuyō Series Vol. 17: Planetarium                                                                        |             | Oui (JPN)                      | PlayStation |
| 2002            | Simple 1500 Jitsuyō Series Vol. 18: Kanji Quiz: Kanji Kentei ni Challenge                                              |             | Oui (JPN)                      | PlayStation |
| 2002            | Simple 1500 Series Vol. 82: The Sensuikan                                                                              |             | Oui (JPN)                      | PlayStation |
| 2002            | Simple 1500 Series Vol. 84: The Intro Quiz                                                                             |             | Oui (JPN)                      | PlayStation |
| 2002            | Simple 1500 Series Vol. 85: The Sengoku Bushō                                                                          |             | Oui (JPN)                      | PlayStation |
| 2002            | Simple 1500 Series Vol. 86: The Onigokko                                                                               |             | Oui (JPN)                      | PlayStation |
| 2002            | Simple 1500 Series Vol. 87: The Kyōtei                                                                                 |             | Oui (JPN)                      | PlayStation |
| 2002            | Simple 1500 Series Vol. 88: The Gal Mahjong                                                                            |             | Oui (JPN)                      | PlayStation |
| 2002            | Simple 1500 Series Vol. 89: The Power Shovel                                                                           |             | Oui (JPN rééd.)                | PlayStation |
| 2002            | Simple 1500 Series Vol. 90: The Sensha / Mobile Armor                                                                  |             | Oui (JPN)                      | PlayStation |
| 2002            | Simple 1500 Series Vol. 91: The Gambler                                                                                |             | Oui (JPN)                      | PlayStation |
| 2002            | Simple 1500 Series Vol. 92: The Tozan RPG                                                                              |             | Oui (JPN)                      | PlayStation |
| 2002            | Simple 1500 Series Vol. 93: The Puzzle Bobble / Puzzle Bobble 4                                                        |             | Oui (JPN)                      | PlayStation |
| 2002            | Simple 1500 Series Vol. 94: The Cameraman                                                                              |             | Oui (JPN)                      | PlayStation |
| 2002            | Simple 1500 Series Vol. 95: The Hikōki / Aces of the Air                                                               |             | Oui (JPN)                      | PlayStation |
| 2002            | Simple 1500 Series Vol. 96: The Yakyū 2                                                                                |             | Oui (JPN)                      | PlayStation |
| 2002            | Simple 1500 Series Vol. 97: The Squash / Street Racquetball                                                            |             | Oui (JPN)                      | PlayStation |
| 2002            | Simple 1500 Series Vol. 98: The Futsal                                                                                 |             | Oui (JPN)                      | PlayStation |
| 2002            | Simple 1500 Series Vol. 99: The Kendō                                                                                  |             | Oui (JPN)                      | PlayStation |
| 2002            | Simple 1500 Series Vol. 100: The Uchū Hikōshi                                                                          |             | Oui (JPN)                      | PlayStation |
| 2002            | Simple 1500 Series Vol. 102: The Densha Untenshi - Densha de Go! Nagoya Tetsudō Hen / Densha de Go! Nagoya Railroad    |             | Oui (JPN rééd.)                | PlayStation |
| 2002            | Simple 2000 Honkaku Shikō Series Vol. 1: The Shōgi                                                                     |             | Oui (JPN)                      | PlayStation 2 |
| 2002            | Simple 2000 Honkaku Shikō Series Vol. 2: The Igo                                                                       |             | Oui (JPN)                      | PlayStation 2 |
| 2002            | Simple 2000 Honkaku Shikō Series Vol. 3: The Chess / Master Chess                                                      |             | Oui (JPN)                      | PlayStation 2 |
| 2002            | Simple 2000 Honkaku Shikō Series Vol. 4: The Mahjong                                                                   |             | Oui (JPN)                      | PlayStation 2, PlayStation Portable, PlayStation 4, Nintendo DS, Nintendo 3DS, Wii, Nintendo Switch                           |
| 2002            | Simple 2000 Series Vol. 03: The Bass Fishing / Bass Master Fishing                                                     |             | Oui (JPN)                      | PlayStation 2 |
| 2002            | Simple 2000 Series Vol. 04: The Double Mahjong Puzzle                                                                  |             | Oui (JPN)                      | PlayStation 2 |
| 2002            | Simple 2000 Series Vol. 05: The Block Kuzushi Hyper / Bust-A-Bloc                                                      |             | Oui (JPN)                      | PlayStation 2 |
| 2002            | Simple 2000 Series Vol. 06: The Snowboard / Snowboard Racer 2                                                          |             | Oui (JPN)                      | PlayStation 2 |
| 2002            | Simple 2000 Series Vol. 07: The Boxing - Real First Fighter / Boxing Champions                                         |             | Oui (JPN)                      | PlayStation 2 |
| 2002            | Simple 2000 Series Vol. 08: The Tennis                                                                                 |             | Oui (JPN)                      | PlayStation 2 |
| 2002            | Simple 2000 Series Vol. 09: The Renai Adventure - Bittersweet Fools                                                    |             | Oui (JPN)                      | PlayStation 2 |
| 2002            | Simple 2000 Series Vol. 10: The Table Game Sekaihen / Ultimate Mind Games                                              |             | Oui (JPN)                      | PlayStation 2 |
| 2002            | Simple 2000 Series Vol. 11: The Offroad Buggy                                                                          |             | Oui (JPN)                      | PlayStation 2 |
| 2002            | Simple 2000 Series Vol. 12: The Quiz 20,000 Mon                                                                        |             | Oui (JPN)                      | PlayStation 2 |
| 2002            | Simple 2000 Series Vol. 13: The Renai Adventure 2 - Jo no Ko no Tameno                                                 |             | Oui (JPN)                      | PlayStation 2 |
| 2002            | Simple 2000 Series Vol. 14: The Billiard / Billiards Xciting                                                           |             | Oui (JPN)                      | PlayStation 2 |
| 2002            | Simple 2000 Series Vol. 15: The Rugby                                                                                  |             | Oui (JPN)                      | PlayStation 2 |
| 2002            | Simple 2000 Series Vol. 16: The Sniper 2                                                                               |             | Oui (JPN)                      | PlayStation 2 |
| 2002            | Simple 2000 Series Vol. 17: The Suiri - Aratanaru 20 no Jikenbo                                                        |             | Oui (JPN)                      | PlayStation 2 |
| 2002            | Simple 2000 Series Vol. 18: The Party Sugoroku / Twenty 2 Party                                                        |             | Oui (JPN)                      | PlayStation 2 |
| 2002            | Simple 2000 Series Vol. 19: The Renai Simulation - Renai Kissa Watashi ni Oma Cafe                                     |             | Oui (JPN)                      | PlayStation 2 |
| 2002            | Simple 2000 Series Vol. 20: The Dungeon RPG / Eternal Quest                                                            |             | Oui (JPN)                      | PlayStation 2 |
| 2002            | Simple 2000 Series DC Vol. 1: The Renai Simulation 2 - Fureai                                                          |             | Oui (JPN)                      | Dreamcast |
| 2002            | Simple 2000 Series DC Vol. 2: The Renai Adventure - Bittersweet Fools                                                  |             | Oui (JPN)                      | Dreamcast |
| 2002            | Simple 2000 Series DC Vol. 3: The Renai Simulation - Natsuiro Celebration                                              |             | Oui (JPN)                      | Dreamcast |
| 2002            | Simple 2000 Series DC Vol. 4: The Renai Adventure - Okaeri!                                                            |             | Oui (JPN)                      | Dreamcast |
| 2002            | Simple 2000 Ultimate Series Vol. 01: Love * Smash! Super Tennis                                                        |             | Oui (JPN)                      | PlayStation 2 |
| 2002            | Simple 2000 Ultimate Series Vol. 02: Edit Racing                                                                       |             | Oui (JPN)                      | PlayStation 2 |
| 2002            | Simple 2000 Ultimate Series Vol. 03: Saisoku! Zokusha King - Buchigiri Densetsu / Maxxed Out Racing                    |             | Oui (JPN)                      | PlayStation 2 |
| 2002            | Simple 2000 Ultimate Series Vol. 04: Urawaza Ikasa Mahjong Mach                                                        |             | Oui (JPN)                      | PlayStation 2 |
| 2002            | Simple 2000 Ultimate Series Vol. 05: Love * Mahjong!                                                                   |             | Oui (JPN)                      | PlayStation 2 |
| 2002            | Simple 2000 Ultimate Series Vol. 12: Street Golfer                                                                     |             | Oui (JPN)                      | PlayStation 2 |
| 2002            | Simple 2000 Ultimate Series Vol. 19: Akagi                                                                             |             | Oui (JPN)                      | PlayStation 2 |
| 2003            | Funny Cards |             | Oui (JPN)                      | Game Boy Advance - Nintendo DS (2006)                                                                                         |
| 2003            | Love * Smash! 5 |             | Oui (JPN)                      | PlayStation 2 |
| 2003            | Simple 2000 Series Vol. 39: The Boku no Machi Zukuri: Machi-ing Maker++ / Metropolismania                              |             | Oui (JPN rééd.)                | PlayStation 2 |
| 2003            | Seaman: Kanzenban |             | Oui (JPN)                      | PlayStation 2 |
| 2003            | Simple 1500 Series Vol. 101: The Sentō                                                                                 |             | Oui (JPN)                      | PlayStation |
| 2003            | Simple 1500 Series Vol. 103: The Ganso Densha Utenshi - Densha de Go!                                                  |             | Oui (JPN rééd.)                | PlayStation |
| 2003            | Simple 1500 Series Vol. 104: The Pink Panther: Pinkadelic Pursuit                                                      |             | Oui (JPN)                      | PlayStation |
| 2003            | Simple 2000 Series Vol. 21: The Bishōjo Simulation RPG                                                                 |             | Oui (JPN)                      | PlayStation 2 |
| 2003            | Simple 2000 Series Vol. 22: Densha de Go! 3 Tsūkinhen                                                                  |             | Oui (JPN rééd.)                | PlayStation 2 |
| 2003            | Simple 2000 Series Vol. 23: The Puzzle Collection 2,000-Mon / Puzzle Maniacs                                           |             | Oui (JPN)                      | PlayStation 2 |
| 2003            | Simple 2000 Series Vol. 24: The Bowling Hyper / Bowling Xciting                                                        |             | Oui (JPN)                      | PlayStation 2 |
| 2003            | Simple 2000 Series Vol. 25: The Menkyo Shutoku Simulation                                                              |             | Oui (JPN)                      | PlayStation 2 |
| 2003            | Simple 2000 Series Vol. 26: The Pinball x 3 / Pinball Fun                                                              |             | Oui (JPN)                      | PlayStation 2 |
| 2003            | Simple 2000 Series Vol. 27: The Pro Yakyū - 2003 Pennant Race                                                          |             | Oui (JPN)                      | PlayStation 2 |
| 2003            | Simple 2000 Series Vol. 28: The Bushido                                                                                |             | Oui (JPN)                      | PlayStation 2 |
| 2003            | Simple 2000 Series Vol. 29: The Renai Board Game                                                                       |             | Oui (JPN)                      | PlayStation 2 |
| 2003            | Simple 2000 Series Vol. 30: The Street Basket 3 on 3 / Basketball Xciting                                              |             | Oui (JPN)                      | PlayStation 2 |
| 2003            | Simple 2000 Series Vol. 31: The Chikyū Bōeigun / Monster Attack                                                        |             | Oui (JPN)                      | PlayStation 2 |
| 2003            | Simple 2000 Series Vol. 32: The Sensha / Tank Elite                                                                    |             | Oui (JPN)                      | PlayStation 2 |
| 2003            | Simple 2000 Series Vol. 33: The Jet Coaster - Yūenchi Otsukurō! / Rollercoaster World                                  |             | Oui (JPN)                      | PlayStation 2 |
| 2003            | Simple 2000 Series Vol. 34: The Renai Horror Adventure                                                                 |             | Oui (JPN)                      | PlayStation 2 |
| 2003            | Simple 2000 Series Vol. 35: The Helicopter / Radio Helicopter                                                          |             | Oui (JPN)                      | PlayStation 2 |
| 2003            | Simple 2000 Series Vol. 36: The Musume-Ikusei Simulation                                                               |             | Oui (JPN)                      | PlayStation 2 |
| 2003            | Simple 2000 Series Vol. 37: The Shooting - Double Shienryu / Steel Dragon EX                                           |             | Oui (JPN)                      | PlayStation 2 |
| 2003            | Simple 2000 Series Vol. 38: The Yūjō Adventure                                                                         |             | Oui (JPN)                      | PlayStation 2 |
| 2003            | Simple 2000 Series Vol. 40: The Tōyō Miō Ura Justsu                                                                    |             | Oui (JPN)                      | PlayStation 2 |
| 2003            | Simple 2000 Series Vol. 41: The Volleyball / Volleyball Challenge                                                      |             | Oui (JPN)                      | PlayStation 2 |
| 2003            | Simple 2000 Series Vol. 42: The Ishu KakaTuogi / World Fighting                                                        |             | Oui (JPN)                      | PlayStation 2 |
| 2003            | Simple 2000 Series Vol. 43: The Saiban / The Trial: Novice Judicial Officer Tsukasa Momota's 10 Trial Files            |             | Oui (JPN)                      | PlayStation 2 |
| 2003            | Simple 2000 Series Vol. 69: The Board Game Collection / European Game Collection                                       |             | Oui (JPN)                      | PlayStation 2 |
| 2003            | Simple 2000 Series Vol. 71: The Fantasy Renai Adventure: Kanojo no Densetsu, Boku no Sekiban                           |             | Oui (JPN)                      | PlayStation 2 |
| 2003            | Simple 2000 Series Vol. 74: Ripple no Tamago                                                                           |             | Oui (JPN)                      | PlayStation 2 |
| 2003            | Simple 2000 Series Vol. 84: Kimagure Strawberry Cafe                                                                   |             | Oui (JPN)                      | PlayStation 2 |
| 2003            | Simple 2000 Honkaku Shikō Series Vol. 5: The Kiryoku Kentei                                                            |             | Oui (JPN)                      | PlayStation 2 |
| 2003            | Simple 2000 Honkaku Shikō Series Vol. 6: The Card / The Casino                                                         |             | Oui (JPN)                      | PlayStation 2 |
| 2003            | Simple 2000 Ultimate Series Vol. 06: Love * Upper! / Heartbeat Boxing                                                  |             | Oui (JPN)                      | PlayStation 2 |
| 2003            | Simple 2000 Ultimate Series Vol. 07: Saikyō! Shirobi King / Police Chase Down                                          |             | Oui (JPN)                      | PlayStation 2 |
| 2003            | Simple 2000 Ultimate Series Vol. 08: Gekitō! Meiro King / Maze Action                                                  |             | Oui (JPN)                      | PlayStation 2 |
| 2003            | Simple 2000 Ultimate Series Vol. 09: Runabout 3 - Neo Age                                                              |             | Oui (JPN rééd.)                | PlayStation 2 |
| 2003            | Simple 2000 Ultimate Series Vol. 11: Wandaba Style                                                                     |             | Oui (JPN)                      | PlayStation 2 |
| 2003            | Simple 2000 Ultimate Series Vol. 13: Kyōsō! Tansha King / Motorbike King                                               |             | Oui (JPN)                      | PlayStation 2 |
| 2003            | Simple 2000 Ultimate Series Vol. 14: Tōkon! Dramatic Mahjong                                                           |             | Oui (JPN)                      | PlayStation 2 |
| 2003            | Simple 2000 Ultimate Series Vol. 15: Love * Pingpong!                                                                  |             | Oui (JPN)                      | PlayStation 2 |
| 2003            | Simple 2000 Ultimate Series Vol. 23: Project Minerva Professional                                                      |             | Oui (JPN)                      | PlayStation 2 |
| 2003            | Simple 2000 Ultimate Series Vol. 24: Makai Tenshō                                                                      |             | Oui (JPN)                      | PlayStation 2 |
| 2003            | Simple 2960 Volume 1: The Table Game Collection                                                                        |             | Oui (JPN)                      | Game Boy Advance |
| 2003            | Simple 2960 Volume 2: The Block Kuzushi                                                                                |             | Oui (JPN)                      | Game Boy Advance |
| 2003            | Simple 2960 Volume 3: The Itsudemo Puzzle - Massugu Soroete Straws                                                     |             | Oui (JPN)                      | Game Boy Advance |
| 2004            | Bakumatsu Renka: Shinsengumi                                                                                           |             | Oui (JPN)                      | PlayStation 2 |
| 2004            | Chō-Saisoku! Zokusha King BU                                                                                           |             | Oui (JPN)                      | PlayStation 2 |
| 2004            | Giant Robo: The Game                                                                                                   |             | Oui (JPN)                      | PlayStation 2 |
| 2004            | Indestructibles, Les                                                                                                   |             | Oui (JPN)                      | PlayStation 2, Xbox, GameCube, Game Boy Advance                                                                               |
| 2004            | K-1 Premium 2004 Dynamite!!                                                                                            |             | Oui (JPN)                      | PlayStation 2 |
| 2004            | Love Songs: ADV Futaba Riho 14-sai Natsu                                                                               |             | Oui (JPN)                      | PlayStation 2 |
| 2004            | Love Songs: ADV Futaba Riho 19-sai Fuyu                                                                                |             | Oui (JPN)                      | PlayStation 2 |
| 2004            | Shrek 2 |             | Oui (JPN)                      | PlayStation 2 |
| 2004            | Yomigaeri: Refrain |             | Oui (JPN)                      | PlayStation 2 |
| 2004            | Simple 2000 Series Vol. 44: The Hajimete no RPG'                                                                       |             | Oui (JPN)                      | PlayStation 2 |
| 2004            | Simple 2000 Series Vol. 45: The Koi to Namida to, Tsuioku...                                                           |             | Oui (JPN)                      | PlayStation 2 |
| 2004            | Simple 2000 Series Vol. 46: The Kanji Quiz                                                                             |             | Oui (JPN)                      | PlayStation 2 |
| 2004            | Simple 2000 Series Vol. 47: The Kessen Sekigahara / Shogun's Blade                                                     |             | Oui (JPN)                      | PlayStation 2 |
| 2004            | Simple 2000 Series Vol. 48: The Taxi / Taxi Rider                                                                      |             | Oui (JPN)                      | PlayStation 2 |
| 2004            | Simple 2000 Series Vol. 49: The Dodgeball                                                                              |             | Oui (JPN)                      | PlayStation 2 |
| 2004            | Simple 2000 Series Vol. 50: The Daibijin / Demolition Girl                                                             |             | Oui (JPN)                      | PlayStation 2 |
| 2004            | Simple 2000 Series Vol. 51: The Senkan / Iron Sea                                                                      |             | Oui (JPN)                      | PlayStation 2 - Nintendo DS (2007)                                                                                            |
| 2004            | Simple 2000 Series Vol. 53: The Camera Kozō / Paparazzi                                                                |             | Oui (JPN)                      | PlayStation 2 |
| 2004            | Simple 2000 Series Vol. 54: The Daikaijū / Deep Water                                                                  |             | Oui (JPN)                      | PlayStation 2 |
| 2004            | Simple 2000 Series Vol. 55: The Catfight / Fighting Angels                                                             |             | Oui (JPN)                      | PlayStation 2 |
| 2004            | Simple 2000 Series Vol. 56: The Survival Game                                                                          |             | Oui (JPN)                      | PlayStation 2 |
| 2004            | Simple 2000 Series Vol. 57: The Pro Yakyū 2004 / Baseball Mania                                                        |             | Oui (JPN)                      | PlayStation 2 |
| 2004            | Simple 2000 Series Vol. 58: The Gekai                                                                                  |             | Oui (JPN)                      | PlayStation 2 - Nintendo DS (2008)                                                                                            |
| 2004            | Simple 2000 Series Vol. 59: The Uchūjin to Hanasō!                                                                     |             | Oui (JPN)                      | PlayStation 2 |
| 2004            | Simple 2000 Series Vol. 60: The Tokusatsu Henshin Hero / Power Fighters                                                |             | Oui (JPN)                      | PlayStation 2 |
| 2004            | Simple 2000 Series Vol. 61: The Onēchanbara / Zombie Zone                                                              |             | Oui (JPN)                      | PlayStation 2 |
| 2004            | Simple 2000 Series Vol. 62: The Super Puzzle Bobble DX                                                                 |             | Oui (JPN)                      | PlayStation 2 |
| 2004            | Simple 2000 Series Vol. 63: Mogitate Mizugi! Onna Mamire no the Suiei Taikai / Party Girls                             |             | Oui (JPN)                      | PlayStation 2 |
| 2004            | Simple 2000 Series Vol. 64: The Splatter Action / Splatter Master                                                      |             | Oui (JPN)                      | PlayStation 2 |
| 2004            | Simple 2000 Series Vol. 65: The Kyonshi Panic / Zombie Attack                                                          |             | Oui (JPN)                      | PlayStation 2 |
| 2004            | Simple 2000 Series Vol. 66: The Party Unō Quiz                                                                         |             | Oui (JPN)                      | PlayStation 2 - Nintendo DS (2006)                                                                                            |
| 2004            | Simple 2000 Series Vol. 67: The Suiri                                                                                  |             | Oui (JPN)                      | PlayStation 2 |
| 2004            | Simple 2000 Series Vol. 68: The Tōsō Highway / Car Racing Challenge                                                    |             | Oui (JPN)                      | PlayStation 2 - PlayStation Vita (2014)                                                                                       |
| 2004            | Simple 2000 Series Vol. 97: The Koi no Engine - Darling Special: Backlash                                              |             | Oui (JPN)                      | PlayStation 2 |
| 2004            | Simple 2000 Series Vol. 98: The Roman Sabō                                                                             |             | Oui (JPN)                      | PlayStation 2 |
| 2004            | Simple 2000 Series Vol. 52: The Chikyū Shinryakugun - Space Raiders / Space Invaders: Invasion Day                     |             | Oui (JPN)                      | PlayStation 2 |
| 2004            | Simple 2000 Ultimate Series Vol. 16: Sengoku vs Gendai / Deadly Strike                                                 |             | Oui (JPN)                      | PlayStation 2 |
| 2004            | Simple 2000 Ultimate Series Vol. 17: Taisen! Bakudan Poi Poi                                                           |             | Oui (JPN)                      | PlayStation 2 |
| 2004            | Simple 2000 Ultimate Series Vol. 18: Love * Aerobi / Fitness Fun                                                       |             | Oui (JPN)                      | PlayStation 2 |
| 2004            | Simple 2000 Ultimate Series Vol. 20: Love * Mahjong! 2                                                                 |             | Oui (JPN)                      | PlayStation 2 |
| 2004            | Simple 2000 Ultimate Series Vol. 21: Kensha Jūtō! Yankee Banchō / Street Boyz                                          |             | Oui (JPN)                      | PlayStation 2 |
| 2004            | Simple 2000 Ultimate Series Vol. 22: Stylish Mahjong                                                                   |             | Oui (JPN)                      | PlayStation 2 |
| 2004            | Simple 2000 Ultimate Series Vol. 27: Hōkago no Love * Beat                                                             |             | Oui (JPN)                      | PlayStation 2 |
| 2005            | Billiard Action |             | Oui (JPN)                      | Nintendo DS |
| 2005            | Break 'Em All |             | Oui (JPN/US)                   | Nintendo DS |
| 2005            | Cabbage Patch Kids: Where's My Pony?                                                                                   |             | Oui                            | Windows |
| 2005            | Chicken Little |             | Oui (JPN)                      | PlayStation 2, GameCube, Game Boy Advance                                                                                     |
| 2005            | Étrange Noël de monsieur Jack, L' : Le Roi des citrouilles                                                             |             | Oui (JPN)                      | Game Boy Advance |
| 2005            | Hi Hi Puffy AmiYumi: Kaznapped!                                                                                        |             | Oui                            | Game Boy Advance |
| 2005            | Hisshō Pachinko Kōryoku Series Vol. 1: CR Shinseiki Evangelion                                                         | Oui         | Oui (JPN)                      | PlayStation 2 |
| 2005            | K-1 World GP 2005 | Oui         | Oui (JPN)                      | PlayStation 2 |
| 2005            | K-1 World Max 2005 (voir aussi : Simple 2000 Ultimate Series Vol. 31)                                                  | Oui         | Oui (JPN)                      | PlayStation 2 |
| 2005            | Kim Possible 2: Drakken's Demise                                                                                       |             | Oui (JPN)                      | Game Boy Advance |
| 2005            | Lilo and Stitch 2: Hamsterviel Havoc                                                                                   |             | Oui (JPN)                      | Game Boy Advance |
| 2005            | Mirai Shōnen Conan | Oui         | Oui (JPN)                      | PlayStation 2 |
| 2005            | Mushitori Ōkoku, The                                                                                                   |             | Oui (JPN)                      | Nintendo DS |
| 2005            | Simple 2000 Series Vol. 70: The Kanshikikan                                                                            |             | Oui (JPN)                      | PlayStation 2 |
| 2005            | Simple 2000 Series Vol. 72: The Ninkyō / Yakuza Fury                                                                   |             | Oui (JPN)                      | PlayStation 2 |
| 2005            | Simple 2000 Series Vol. 73: The Saiyūtō Saruden                                                                        |             | Oui (JPN)                      | PlayStation 2 |
| 2005            | Simple 2000 Series Vol. 75: The Tokudane                                                                               |             | Oui (JPN)                      | PlayStation 2 |
| 2005            | Simple 2000 Series Vol. 76: The Hanasō Eigo no Tabi                                                                    |             | Oui (JPN)                      | PlayStation 2 |
| 2005            | Simple 2000 Series Vol. 77: The Hanasō Kankokugo no Tabi                                                               |             | Oui (JPN)                      | PlayStation 2 |
| 2005            | Simple 2000 Series Vol. 78: The Uchū Taisensō / Space War Attack                                                       |             | Oui (JPN)                      | PlayStation 2 |
| 2005            | Simple 2000 Series Vol. 79: Akko ni Omakase! The Party Quiz                                                            |             | Oui (JPN)                      | PlayStation 2 |
| 2005            | Simple 2000 Series Vol. 80: The Onēchamploo - The Neechan Toketsuban / Zombie Hunters                                  |             | Oui (JPN)                      | PlayStation 2 |
| 2005            | Simple 2000 Series Vol. 81: The Chikyū Bōeigun 2 / Global Defence Force                                                |             | Oui (JPN)                      | PlayStation 2 |
| 2005            | Simple 2000 Series Vol. 82: The Kung Fu                                                                                |             | Oui (JPN)                      | PlayStation 2 |
| 2005            | Simple 2000 Series Vol. 83: The Konchū Saishū                                                                          |             | Oui (JPN)                      | PlayStation 2 |
| 2005            | Simple 2000 Series Vol. 85: The Sekai Meisaku Gekijō Quiz                                                              |             | Oui (JPN)                      | PlayStation 2 |
| 2005            | Simple 2000 Series Vol. 86: The Menkō Shutoku Simulation - Dōrokōtsūhō Taiōban                                         |             | Oui (JPN)                      | PlayStation 2 |
| 2005            | Simple 2000 Series Vol. 87: The Nadeshiko / Dragon Sisters                                                             |             | Oui (JPN)                      | PlayStation 2 |
| 2005            | Simple 2000 Series Vol. 88: The Mini Bijo Keikan                                                                       |             | Oui (JPN)                      | PlayStation 2 |
| 2005            | Simple 2000 Series Vol. 89: The Party Game 2 / Party Carnival                                                          |             | Oui (JPN)                      | PlayStation 2, Nintendo DS |
| 2005            | Simple 2000 Series Vol. 90: The Onēchanbara 2                                                                          |             | Oui (JPN)                      | PlayStation 2 |
| 2005            | Simple 2000 Series Vol. 91: The All * Star Kakutō Matsuri / All-Star Fighters                                          | Oui         | Oui (JPN)                      | PlayStation 2 |
| 2005            | Simple 2000 Series Vol. 92: The Noroi Game                                                                             |             | Oui (JPN)                      | PlayStation 2 |
| 2005            | Simple 2000 Series Vol. 94: The Akachampion - Come On Baby                                                             |             | Oui (JPN)                      | PlayStation 2 |
| 2005            | Simple 2000 Ultimate Series Vol. 25: Chō Saisoku!                                                                      |             | Oui (JPN)                      | PlayStation 2 |
| 2005            | Simple 2000 Ultimate Series Vol. 26: Love * Smash! 5.1                                                                 |             | Oui (JPN)                      | PlayStation 2 |
| 2005            | Simple 2000 Ultimate Series Vol. 28: Tōsō! Kenka Grand Prix ~Drive to Survive~ / Mashed: Fully Loaded                  |             | Oui (JPN)                      | PlayStation 2 |
| 2005            | Simple 2000 Ultimate Series Vol. 29: K-1 Premium 2005 Dynamite!!                                                       |             | Oui (JPN)                      | PlayStation 2 |
| 2005            | Simple 2000 Ultimate Series Vol. 33: Ururun Quest Koiyūki                                                              |             | Oui (JPN)                      | PlayStation 2 |
| 2005            | Simple 2000 Ultimate Series Vol. 34: Sakigake! Otokojuku                                                               | Oui         | Oui (JPN)                      | PlayStation 2 |
| 2006            | PQ: Practical Intelligence Quotient                                                                                    |             | Oui (US/EUR)                   | PlayStation Portable |
| 2006            | Hisshō Pachinko*Pachi-Slot Kōryoku Series Vol. 2: Bomber Powerful and Yume Yume World DX                               | Oui         | Oui (JPN)                      | PlayStation 2 |
| 2006            | Last Escort: Shinya no Kokuchō Monogatari                                                                              |             | Oui (JPN)                      | PlayStation 2 |
| 2006            | Super Pocket Tennis |             | Oui (JPN/US)                   | PlayStation Portable |
| 2006            | Hisshō Pachinko*Pachi-Slot Kōryoku Series Vol. 3: CR Marilyn Monroe                                                    | Oui         | Oui (JPN)                      | PlayStation 2 |
| 2006            | Monde de Narnia, Le : Le Lion, la Sorcière blanche et l'Armoire magique                                                |             | Oui (JPN)                      | PlayStation 2, Nintendo DS |
| 2006            | Naruto: Ninja Council                                                                                                  |             | Oui (US)                       | Game Boy Advance |
| 2006            | Sensha, The | Oui         | Oui (JPN)                      | PlayStation Portable - Nintendo DS (2007)                                                                                     |
| 2006            | Cabbage Patch Kids: The Patch Puppy Rescue                                                                             |             | Oui                            | Game Boy Advance |
| 2006            | Doko Demo Suiri, The                                                                                                   |             | Oui (JPN)                      | PlayStation Portable |
| 2006            | Essential Sudoku DS |             | Oui                            | Nintendo DS |
| 2006            | Kanshikikan, The: Kinkyū Shutsudō!! Jiken Genba wo Touch Seyo                                                          |             | Oui (JPN)                      | Nintendo DS |
| 2006            | Hisshō Pachinko*Pachi-Slot Kōryoku Series Vol. 4: CR Ashita Gaarusa Yoshimoto World                                    | Oui         | Oui (JPN)                      | PlayStation 2 |
| 2006            | Hisshō Pachinko*Pachi-Slot Kōryoku Series Vol. 5: CR Shinseiki Evangelion 2nd Impact * Pachi-Slot Shinseiki Evangelion | Oui         | Oui (JPN)                      | PlayStation 2 |
| 2006            | Hi Hi Puffy AmiYumi: The Genie and the Amp                                                                             |             | Oui                            | Nintendo DS |
| 2006            | Pirates des Caraïbes : Le Secret du coffre maudit                                                                      |             | Oui (JPN)                      | PlayStation Portable, Nintendo DS                                                                                             |
| 2006            | Doko Demo Kanji Quiz, The: Challenge! Kanji Kentei 2006                                                                |             | Oui (JPN)                      | PlayStation Portable |
| 2006            | Last Escort: Kokuchō Special Night                                                                                     |             | Oui (JPN)                      | PlayStation 2 |
| 2006            | Hisshō Pachinko*Pachi-Slot Kōryoku Series Vol. 6: 7Cafe Keishikina Bomber Powerful 2                                   | Oui         | Oui (JPN)                      | PlayStation 2 |
| 2006            | Naruto: Ninja Council 2                                                                                                |             | Oui (US)                       | Game Boy Advance |
| 2006            | Work Time Fun |             | Oui (US)                       | PlayStation Portable |
| 2006            | Souris City |             | Oui                            | PlayStation 2, GameCube, Nintendo DS, Game Boy Advance                                                                        |
| 2006            | Hisshō Pachinko*Pachi-Slot Kōryoku Series Vol. 7: CR Fever Powerful Zero                                               | Oui         | Oui (JPN)                      | PlayStation 2 |
| 2006            | Doko Demo Gal Mahjong, The                                                                                             |             | Oui (JPN)                      | PlayStation Portable |
| 2006            | K-1 World GP 2006 | Oui         | Oui (JPN)                      | PlayStation 2 |
| 2006            | Hisshō Pachinko*Pachi-Slot Kōryoku Series Vol. 8: CR Matsura Aya                                                       |             | Oui (JPN)                      | PlayStation 2 |
| 2006            | Mōichido Tsūeru: The Otona no Shōgakkō                                                                                 |             | Oui (JPN)                      | Nintendo DS |
| 2006            | Onechanbara: Bikini Samurai Squad                                                                                      |             | Oui                            | Xbox 360 |
| 2006            | Force de défense terrestre 2017                                                                                        |             | Oui                            | Xbox 360 |
| 2006            | Atama ga Yoku Naru: The Me no Training                                                                                 |             | Oui (JPN)                      | Nintendo DS |
| 2006            | Doko Demo Kanji Quiz, The                                                                                              |             | Oui (JPN)                      | Nintendo DS |
| 2006            | Simple 2000 Series Vol. 93: The Unō Drill                                                                              |             | Oui (JPN)                      | PlayStation 2, PlayStation Portable                                                                                           |
| 2006            | Simple 2000 Series Vol. 95: The Zombie vs. Kyūkyūsha / Zombie Virus                                                    |             | Oui (JPN)                      | PlayStation 2 |
| 2006            | Simple 2000 Series Vol. 96: The Kaizoku - Gaikotsu Ippai Re-tsu! / Buccaneer                                           |             | Oui (JPN)                      | PlayStation 2 |
| 2006            | Simple 2000 Series Vol. 99: The Genshijin / Darwin                                                                     |             | Oui (JPN / US)                 | PlayStation 2 |
| 2006            | Simple 2000 Series Vol. 100: The Otokotachi no Kijūhōza                                                                |             | Oui (JPN)                      | PlayStation 2 |
| 2006            | Simple 2000 Series Vol. 101: The Onēchanpon - The Nēchan 2 Tokubetsuhen / Zombie Hunters 2                             |             | Oui (JPN)                      | PlayStation 2 |
| 2006            | Simple 2000 Series Vol. 102: The Hohei - Senjō no Inutachi / Covert Command                                            |             | Oui (JPN)                      | PlayStation 2 |
| 2006            | Simple 2000 Series Vol. 103: The Chikyū Bōeigun Tactics / Global Defence Force Tactics                                 |             | Oui (JPN)                      | PlayStation 2 |
| 2006            | Simple 2000 Series Vol. 104: The Robot Tsukurūze! - Gekitō! Robot Fight                                                |             | Oui (JPN)                      | PlayStation 2 |
| 2006            | Simple 2000 Series Vol. 105: The Maid Fuku to Kikanjū                                                                  |             | Oui (JPN)                      | PlayStation 2 |
| 2006            | Simple 2000 Series Vol. 106: The Block Kuzushi Quest - Dragon Kingdom / Beta Bloc                                      |             | Oui (JPN)                      | PlayStation 2, PlayStation Portable                                                                                           |
| 2006            | Simple 2000 Series Vol. 107: The Honō no Kakutō Banchō / Hard Knock High                                               |             | Oui (JPN)                      | PlayStation 2 |
| 2006            | Simple 2000 Series Vol. 108: The Nihon Tokushubutai / Special Forces                                                   |             | Oui (JPN)                      | PlayStation 2 |
| 2006            | Simple 2000 Series Vol. 109: The Taxi 2                                                                                |             | Oui (JPN)                      | PlayStation 2 |
| 2006            | Simple 2000 Series Vol. 110: The Tōsō Prisoner - Los City Shinjitsu Heno 10 Jikan                                      |             | Oui (JPN)                      | PlayStation 2 |
| 2006            | Simple 2000 Series Vol. 111: The Itadaki Rider - Omae no Bike ha Ore no Mono / Jacked : La Guerre des gangs            |             | Oui (JPN)                      | PlayStation 2 |
| 2006            | Simple 2000 Series Vol. 112: The Tōsō Highway 2 - Road Warrior 2050                                                    |             | Oui (JPN)                      | PlayStation 2 |
| 2006            | Simple 2000 Series Vol. 121: The Boku no Machi Dukuri 2 - Machi-ing Maker 2.1 / Metropolismania 2                      |             | Oui (JPN)                      | PlayStation 2 |
| 2006            | Simple 2000 Series Vol. 122: The Ningyo Hime Monogatari - Mermaid Prism                                                |             | Oui (JPN)                      | PlayStation 2 |
| 2006            | Simple 2000 Ultimate Series Vol. 30: Kōrin! Zokusha God / Maxxed Out Racing: Nitro                                     | Oui         | Oui (JPN)                      | PlayStation 2 |
| 2006            | Simple 2000 Ultimate Series Vol. 31: K-1 World Max 2005                                                                | Oui         | Oui (JPN)                      | PlayStation 2 |
| 2006            | Simple 2000 Ultimate Series Vol. 32: Azumi                                                                             |             | Oui (JPN rééd.)                | PlayStation 2 |
| 2007            | Fossil League: Dino Tournament Championship                                                                            |             | Oui (US/EUR)                   | Nintendo DS |
| 2007            | My Taxi, The! |             | Oui (JPN)                      | PlayStation Portable |
| 2007            | Hisshō Pachinko*Pachi-Slot Kōryoku Series Vol. 9: CR Fever Captain Harlock                                             | Oui         | Oui (JPN)                      | PlayStation 2 |
| 2007            | Puzzle Quest: Challenge of the Warlords                                                                                |             | Oui                            | Windows, Mac, PlayStation Portable, PlayStation 2, PlayStation 3, PlayStation 4, Xbox 360, Nintendo DS, Wii, téléphone mobile |
| 2007            | Super Speed Machines                                                                                                   |             | Oui (JPN)                      | Nintendo DS |
| 2007            | Vitamin X |             | Oui (JPN)                      | PlayStation 2 |
| 2007            | Cube |             | Oui                            | PlayStation Portable |
| 2007            | Naruto: Ninja Council 3                                                                                                |             | Oui (US/EUR)                   | Nintendo DS |
| 2007            | Mad Tracks |             | Oui                            | Xbox 360 |
| 2007            | Kanshikikan 2, The: Aratanaru 8-tsu no Jiken wo Touch seyo                                                             |             | Oui (JPN)                      | Nintendo DS |
| 2007            | Jidōsha Kyōshūjo, The                                                                                                  |             | Oui (JPN)                      | Nintendo DS |
| 2007            | Hisshō Pachinko*Pachi-Slot Kōryoku Series Vol. 10: CR Shinseiki Evangelion: Kiseki no Kachi                            | Oui         | Oui (JPN)                      | PlayStation 2 |
| 2007            | PQ2: Practical Intelligence Quotient                                                                                   |             | Oui (US/EUR)                   | PlayStation Portable |
| 2007            | Ore no Shite Agake |             | Oui (JPN)                      | PlayStation 2 |
| 2007            | Sagasō, The: Fushigi na Konchū no Mori                                                                                 |             | Oui (JPN)                      | Nintendo DS |
| 2007            | Blazing Angels: Squadrons of WWII                                                                                      |             | Oui (JPN)                      | PlayStation 3 |
| 2007            | Saiyūki: Kinkaku, Ginkaku no Inbō                                                                                      |             | Oui (JPN)                      | Nintendo DS |
| 2007            | Sōkō Kihei Gun Ground, The                                                                                             |             | Oui (JPN)                      | Nintendo DS |
| 2007            | Yareba Dekiru! The Micro Step Gijutsu de Oboeru Eitango                                                                |             | Oui (JPN)                      | Nintendo DS |
| 2007            | Dead Head Fred |             | Oui                            | PlayStation Portable |
| 2007            | Hohei: Butai de Shutsugeki! Senjō no Inutachi, The                                                                     |             | Oui (JPN)                      | Nintendo DS |
| 2007            | Dear My Sun!! Musk * Ikusei * Capriccio                                                                                |             | Oui (JPN)                      | PlayStation 2 |
| 2007            | Zero-Yon * Shin'ya, The                                                                                                |             | Oui (JPN)                      | Nintendo DS |
| 2007            | Dragon Blade: Wrath of Fire                                                                                            | Oui         | Oui                            | Wii |
| 2007            | Hisshō Pachinko*Pachi-Slot Kōryaku Series Vol. 11: Shinseiki Evangelion - Magokoro o, Kimi ni                          | Oui         | Oui (JPN)                      | PlayStation 2 |
| 2007            | Bakumatsu Renka: Karyū Kenshiden                                                                                       |             | Oui (JPN)                      | PlayStation 2 |
| 2007            | Horse Life |             | Oui                            | Nintendo DS |
| 2007            | Kōshōnin, The |             | Oui (JPN)                      | Nintendo DS |
| 2007            | Ed, Edd n Eddy: Scam of the Century                                                                                    |             | Oui                            | Nintendo DS |
| 2007            | Ben 10: Protector of Earth                                                                                             |             | Oui                            | PlayStation 2, PlayStation Portable, Wii, Nintendo DS                                                                         |
| 2007            | Jūshin Enbu DS |             | Oui (JPN)                      | Nintendo DS |
| 2007            | Illust Puzzle and Sūji Puzzle 2, The                                                                                   |             | Oui (JPN)                      | Nintendo DS |
| 2007            | Misshitsukara no Dasshutsu, The                                                                                        |             | Oui (JPN)                      | Nintendo DS - Wii (2009) - PlayStation 3 (2011)                                                                               |
| 2007            | K-1 World GP |             | Oui (JPN)                      | Nintendo DS |
| 2007            | Sports Daishūgō, The: Yakyū-Tennis-Volleyball-Futsal-Golf                                                              |             | Oui (JPN)                      | Nintendo DS |
| 2007            | Ojaru-Maru DS: Ojaru to Okeiko Aiueo                                                                                   | Oui         | Oui (JPN)                      | Nintendo DS |
| 2007            | Quiz 30000-Mon, The |             | Oui (JPN)                      | Nintendo DS |
| 2007            | Naruto: Clash of Ninja                                                                                                 |             | Oui (US rééd.)                 | GameCube |
| 2007            | Naruto: Clash of Ninja 2                                                                                               |             | Oui (US rééd.)                 | GameCube |
| 2007            | Simple 2000 Series Vol. 113: The Tairyō Jigoku                                                                         |             | Oui (JPN)                      | PlayStation 2 |
| 2007            | Simple 2000 Series Vol. 114: The Onna Okappichi Torimonochō - Oharuchan Go Go Go!                                      |             | Oui (JPN)                      | PlayStation 2 |
| 2007            | Simple 2000 Series Vol. 115: The Room Share to Iu Seikatsu                                                             |             | Oui (JPN)                      | PlayStation 2 |
| 2007            | Simple 2000 Series Vol. 116: The Nekomura no Hitobito - Pug Daikan no Akugyōzanmai                                     |             | Oui (JPN)                      | PlayStation 2 |
| 2007            | Simple 2000 Series Vol. 117: The Zerosen                                                                               |             | Oui (JPN)                      | PlayStation 2 |
| 2007            | Simple 2000 Series Vol. 118: The Ochimusha: Doemu Samurai Tōjō                                                         |             | Oui (JPN)                      | PlayStation 2 |
| 2007            | Simple 2000 Series Vol. 119: The Survival Game 2                                                                       |             | Oui (JPN)                      | PlayStation 2 |
| 2007            | Simple 2000 Series Vol. 120: The Saigo no Nippon Hei                                                                   |             | Oui (JPN)                      | PlayStation 2 |
| 2007            | Simple 2000 Series Vol. 123: The Office Love Jikenbō - Reijō Tantei                                                    |             | Oui (JPN)                      | PlayStation 2 |
| 2007            | Simple Wii Series Vol. 1: The Minna de Kart Race                                                                       |             | Oui (JPN)                      | Wii |
| 2007            | Simple Wii Series Vol. 2: The Minna de Bass Tsuri Taikai                                                               |             | Oui (JPN)                      | Wii |
| 2007            | Simple Wii Series Vol. 3: Ason de Wakaru - The Party Casino                                                            | Oui         | Oui (JPN)                      | Wii |
| 2007            | Simple Wii Series Vol. 4: The DokoDemo Asoberu - The Shooting Action                                                   | Oui         | Oui (JPN)                      | Wii |
| 2008            | Chō-Dangan, The!! Custom Sensha                                                                                        |             | Oui (JPN)                      | Nintendo DS |
| 2008            | Zombie Crisis, The |             | Oui (JPN)                      | Nintendo DS |
| 2008            | Onechanbara: Bikini Zombie Slayers                                                                                     |             | Oui                            | Wii |
| 2008            | Last Escort 2: Shinya no Amai Ibara                                                                                    |             | Oui (JPN)                      | PlayStation 2 |
| 2008            | Hisshō Pachinko*Pachi-Slot Kōryaku Series DS Vol. 1: Shinseiki Evangelion - Magokoro o, Kimi ni                        | Oui         | Oui (JPN)                      | Nintendo DS |
| 2008            | Naruto: Ninja Destiny                                                                                                  |             | Oui (US)                       | Nintendo DS |
| 2008            | Crossword and Kanji Puzzle, The                                                                                        |             | Oui (JPN)                      | Nintendo DS |
| 2008            | Haisha-San, The |             | Oui (JPN)                      | Nintendo DS |
| 2008            | Shibō Nenshō Keikaku: YaseTore!! DS                                                                                    |             | Oui (JPN)                      | Nintendo DS |
| 2008            | Dark Sector |             | Oui                            | PlayStation 3, Xbox 360 |
| 2008            | Vitamin X Evolution |             | Oui (JPN)                      | Nintendo DS |
| 2008            | Genshijin DS, The |             | Oui (JPN)                      | Nintendo DS |
| 2008            | Arc de Manabu! TOEIC Test Hajimete Hen                                                                                 |             | Oui (JPN)                      | Nintendo DS |
| 2008            | Arc de Minitsuku! TOEIC Test Bunpō Tokkun Hen                                                                          |             | Oui (JPN)                      | Nintendo DS |
| 2008            | Arc de Minitsuku! TOEIC Test Listening Kyōka Hen                                                                       |             | Oui (JPN)                      | Nintendo DS |
| 2008            | Hisshō Pachinko*Pachi-Slot Kōryaku Series DS Vol. 2: CR Shinseiki Evangelion - Shito, Futatabi                         | Oui         | Oui (JPN)                      | Nintendo DS |
| 2008            | Hisshō Pachinko*Pachi-Slot Kōryaku Series Vol. 12: CR Shinseiki Evangelion - Shito, Futatabi                           | Oui         | Oui (JPN)                      | PlayStation 2 |
| 2008            | Shōbōtai, The |             | Oui (JPN)                      | Nintendo DS |
| 2008            | Bakudan Shori-Han, The                                                                                                 |             | Oui (JPN)                      | Nintendo DS |
| 2008            | Haioku Byōtō, The |             | Oui (JPN)                      | Nintendo DS |
| 2008            | Machi-Ing Maker DS |             | Oui (JPN)                      | Nintendo DS |
| 2008            | Bangai-O Spirits |             | Oui (US/EUR)                   | Nintendo DS |
| 2008            | Norimono Ōkoku DS: You! Unten Shichai na Yo!                                                                           |             | Oui (JPN)                      | Nintendo DS |
| 2008            | Family Party: 30 Great Games                                                                                           |             | Oui (JPN/US)                   | Wii |
| 2008            | RocketBowl |             | Oui                            | Xbox 360 |
| 2008            | Hoshizora no Comic Garden                                                                                              |             | Oui (JPN)                      | Nintendo DS |
| 2008            | Shaun the Sheep |             | Oui                            | Nintendo DS |
| 2008            | Gal Mahjong, The |             | Oui (JPN)                      | Nintendo DS |
| 2008            | Unknown Soldier: Mokuba no Hōkō                                                                                        |             | Oui (JPN)                      | Nintendo DS |
| 2008            | Galileo |             | Oui (JPN)                      | Nintendo DS |
| 2008            | Block Kuzushi Neo, The                                                                                                 |             | Oui (JPN)                      | Wii |
| 2008            | Ben 10: Alien Force |             | Oui                            | PlayStation 2, PlayStation Portable, Wii, Nintendo DS                                                                         |
| 2008            | Vitamin Y |             | Oui (JPN)                      | Nintendo DS |
| 2008            | Number Puzzle Neo, The                                                                                                 |             | Oui (JPN)                      | Wii |
| 2008            | Cradle of Rome |             | Oui (US)                       | Nintendo DS |
| 2008            | Misshitsukara no Dasshutsu 2, The                                                                                      |             | Oui (JPN)                      | Nintendo DS |
| 2008            | Bakumatsu Renka: Shinsengumi DS                                                                                        |             | Oui (JPN)                      | Nintendo DS |
| 2008            | Hisshō Pachinko*Pachi-Slot Kōryaku Series DS Vol. 3: Shinseiki Evangelion - Yakusoku no Toki                           | Oui         | Oui (JPN)                      | Nintendo DS |
| 2008            | Mori no Cafeteria DS: Oshare na Cafe Recipe                                                                            |             | Oui (JPN)                      | Nintendo DS |
| 2008            | Hisshō Pachinko*Pachi-Slot Kōryaku Series Vol. 13: Shinseiki Evangelion - Yakusoku no Toki                             | Oui         | Oui (JPN)                      | PlayStation 2 |
| 2008            | Magical Zunō Power!!                                                                                                   | Oui         | Oui (JPN)                      | Nintendo DS |
| 2008            | Wizard of Oz, The: Beyond the Yellow Brick Road                                                                        |             | Oui (JPN)                      | Nintendo DS |
| 2008            | Simple Wii Series Vol. 5: The Block Kuzushi                                                                            | Oui         | Oui (JPN)                      | Wii |
| 2008            | Simple Wii Series Vol. 6: The Wai Wai Combat                                                                           | Oui         | Oui (JPN)                      | Wii |
| 2009            | Take-Out! DS Series 1: Tetsudō Data File                                                                               |             | Oui (JPN)                      | Nintendo DS |
| 2009            | Coraline |             | Oui                            | PlayStation 2, Wii, Nintendo DS                                                                                               |
| 2009            | Vampire Knight DS | Oui         | Oui (JPN)                      | Nintendo DS |
| 2009            | Hikyō Tankentai, The: Chōtoko Special                                                                                  |             | Oui (JPN)                      | Nintendo DS |
| 2009            | Saru Saru DS |             | Oui (JPN)                      | Nintendo DS |
| 2009            | Puzzle Quest: Galactrix                                                                                                |             | Oui                            | Windows, PlayStation 3, Xbox 360, Nintendo DS                                                                                 |
| 2009            | Uchida Yasuō DS Mystery: Meitantei Asami Mitsuhiko Series: Fukutoshin Renzoku Satsujin Jiken                           | Oui         | Oui (JPN)                      | Nintendo DS |
| 2009            | Eat Lead: The Return of Matt Hazard                                                                                    |             | Oui                            | PlayStation 3, Xbox 360 |
| 2009            | Take-Out! DS Series 2: Yachō Daizukan                                                                                  |             | Oui (JPN)                      | Nintendo DS |
| 2009            | Suiri, The: Shinshō 2009                                                                                               |             | Oui (JPN)                      | Nintendo DS |
| 2009            | Host Shiyōze, The! DX Knight King                                                                                      |             | Oui (JPN)                      | Nintendo DS |
| 2009            | Vitamin Z |             | Oui (JPN)                      | PlayStation 2 |
| 2009            | Little Anchor |             | Oui (JPN)                      | PlayStation 2 |
| 2009            | Saibanin, The: 1-tsu no Shinjitsu, 6-tsu no Kotae                                                                      |             | Oui (JPN)                      | Nintendo DS |
| 2009            | Tactics Layer: Ritina Guard Senki                                                                                      |             | Oui (JPN)                      | Nintendo DS |
| 2009            | Misshitsukara no Dasshutsu, The (iWare)                                                                                | Oui         | Oui (JPN)                      | Nintendo DS |
| 2009            | Kutsushita Nyanko: Kutsushita o Haita Neko to Kurashi Hajime Mashita                                                   |             | Oui (JPN)                      | Nintendo DS |
| 2009            | Saikin Koishiteru? |             | Oui (JPN)                      | Nintendo DS |
| 2009            | Hisshō Pachinko*Pachi-Slot Kōryaku Series Vol. 14: CR Shinseiki Evangelion: Saigo no Mono                              | Oui         | Oui (JPN)                      | PlayStation 2 |
| 2009            | Hohei 2, The: Senyuu yo, Saki ni Ike                                                                                   | Oui         | Oui (JPN)                      | PlayStation Portable |
| 2009            | Hisshō Pachinko*Pachi-Slot Kōryaku Series DS Vol. 4: Shinseiki Evangelion - Saigo no Mono                              | Oui         | Oui (JPN)                      | Nintendo DS |
| 2009            | Top Spin 3 |             | Oui (JPN)                      | PlayStation 3, Xbox 360, Wii, Nintendo DS                                                                                     |
| 2009            | Mahjong, The: Tsūshin Taikyoku Kinōdzuke                                                                               | Oui         | Oui (JPN)                      | PlayStation 3 |
| 2009            | Texas Cheat 'Em |             | Oui                            | Windows, PlayStation 3, Xbox 360                                                                                              |
| 2009            | Dream C Club |             | Oui (JPN)                      | Xbox 360 |
| 2009            | Bae Yong-joon to Manabu Kankokugo DS                                                                                   | Oui         | Oui (JPN)                      | Nintendo DS |
| 2009            | Family Party: 30 Great Games Outdoor Fun                                                                               |             | Oui                            | Wii |
| 2009            | Astro Boy: The Video Game                                                                                              |             | Oui                            | PlayStation 2, PlayStation Portable, Wii, Nintendo DS                                                                         |
| 2009            | Secret Saturdays, The: Beasts of the 5th Sun                                                                           |             | Oui                            | PlayStation 2, PlayStation Portable, Wii, Nintendo DS                                                                         |
| 2009            | Kurayami no Hate de Kimi o Matsu                                                                                       |             | Oui (JPN)                      | Nintendo DS |
| 2009            | Shaun the Sheep: Off His Head                                                                                          |             | Oui (EUR)                      | Nintendo DS |
| 2009            | Judo, The |             | Oui (JPN)                      | Wii |
| 2009            | Ben 10: Alien Force - Vilgax Attacks                                                                                   |             | Oui                            | PlayStation 2, PlayStation Portable, Xbox 360, Wii, Nintendo DS                                                               |
| 2009            | Kamen Rider: Dragon Knight                                                                                             |             | Oui                            | Wii, Nintendo DS |
| 2009            | Signal |             | Oui (JPN)                      | Nintendo DS |
| 2009            | Fuyu no Sonata DS | Oui         | Oui (JPN)                      | Nintendo DS |
| 2009            | Akuma Hunters, The: Exorsister                                                                                         |             | Oui (JPN)                      | PlayStation Portable |
| 2009            | Misshitsukara no Dasshutsu, The: Gakkō-Hen                                                                             | Oui         | Oui (JPN)                      | Nintendo DS |
| 2010            | Matt Hazard: Blood Bath and Beyond                                                                                     |             | Oui                            | PlayStation 3, Xbox 360 |
| 2010            | Machi-Ing Maker 3 x Tōsōchū                                                                                            |             | Oui (JPN)                      | PlayStation Portable |
| 2010            | Misshitsu no Sacrifice                                                                                                 |             | Oui (JPN)                      | PlayStation Portable |
| 2010            | Family Party: 30 Great Games Winter Fun                                                                                |             | Oui                            | Wii |
| 2010            | Last Escort: Club Katze                                                                                                |             | Oui (JPN)                      | PlayStation 2, PlayStation Portable                                                                                           |
| 2010            | BioShock 2 |             | Oui (JPN)                      | PlayStation 3, Xbox 360 |
| 2010            | Escape Trick: The Secret of Rock City Prison                                                                           |             | Oui                            | Nintendo DS |
| 2010            | Vitamin Z Revolution                                                                                                   |             | Oui (JPN)                      | PlayStation Portable, Nintendo 3DS                                                                                            |
| 2010            | Stunt Flyer: Hero of the Skies                                                                                         |             | Oui (US)                       | Wii |
| 2010            | Blue Dragon: Awakened Shadow                                                                                           |             | Oui (US/EUR)                   | Nintendo DS |
| 2010            | Hisshō Pachinko*Pachi-Slot Kōryaku Series DS Vol. 5: Shinseiki Evangelion - Tamashii no Kiseki                         | Oui         | Oui (JPN)                      | Nintendo DS |
| 2010            | Hisshō Pachinko*Pachi-Slot Kōryaku Series Portable Vol. 1: Shinseiki Evangelion Tamashii no Kiseki                     | Oui         | Oui (JPN)                      | PlayStation Portable |
| 2010            | Puzzle Quest 2 |             | Oui (US)                       | Xbox 360, Nintendo DS |
| 2010            | Moi, moche et méchant : Le Jeu vidéo                                                                                   |             | Oui                            | PlayStation 2, PlayStation Portable, Wii                                                                                      |
| 2010            | Moi, moche et méchant : Minions en folie                                                                               |             | Oui                            | Nintendo DS |
| 2010            | Escape Trick: Ninja Castle                                                                                             | Oui         | Oui (JPN)                      | Nintendo DS |
| 2010            | Shogi, The |             | Oui (JPN)                      | PlayStation Portable, Nintendo 3DS                                                                                            |
| 2010            | Storm Lover |             | Oui (JPN)                      | PlayStation Portable |
| 2010            | Pe-Jongju to Manabu Kankokugo DS (Test-Hen et Date-Hen)                                                                | Oui         | Oui (JPN)                      | Nintendo DS |
| 2010            | Vitamin X Evolution Plus                                                                                               |             | Oui (JPN)                      | PlayStation Portable, Nintendo 3DS                                                                                            |
| 2010            | Kidz Bop Dance Party! The Video Game                                                                                   | Oui         | Oui (US)                       | Wii |
| 2010            | Family Party: Fitness Fun                                                                                              |             | Oui (US)                       | Wii |
| 2010            | Ben 10: Ultimate Alien - Cosmic Destruction                                                                            |             | Oui                            | PlayStation 3, PlayStation 2, PlayStation Portable, Xbox 360, Wii, Nintendo DS                                                |
| 2010            | Misshitsu no Sacrifice Jitka: Aru Heisa Shisetsu kara no Dasshutsu                                                     | Oui         | Oui (JPN)                      | PlayStation Portable |
| 2010            | Escape Trick: Convenience Store                                                                                        | Oui         | Oui (JPN)                      | Nintendo DS |
| 2010            | Dream C Club Portable                                                                                                  | Oui         | Oui (JPN)                      | PlayStation Portable |
| 2010            | Family Party: 90 Great Games Party Pack                                                                                | Oui         | Oui                            | Wii |
| 2010            | Nat Geo Challenge! Wild Life                                                                                           |             | Oui (US)                       | PlayStation 3, Wii |
| 2010            | Jillian Michaels Fitness Ultimatum 2011                                                                                | Oui         | Oui (US)                       | Wii |
| 2010            | Hisshō Pachinko*Pachi-Slot Kōryaku Series Portable Vol. 2: CR Evangelion - Hajimari no Fukuin                          | Oui         | Oui (JPN)                      | PlayStation Portable |
| 2010            | Ishin Renka: Ryōma Gaiden                                                                                              | Oui         | Oui (JPN)                      | PlayStation Portable |
| 2010            | Yogi Bear |             | Oui                            | Wii, Nintendo DS |
| 2010            | Misshitsukara no Dasshutsu, The: Sky Tower Hen                                                                         |             | Oui (JPN)                      | Nintendo DS |
| 2011            | Dream C Club Zero |             | Oui (JPN)                      | Xbox 360 |
| 2011            | Vitamin X to Z |             | Oui (JPN)                      | PlayStation Portable |
| 2011            | Gods Eater Burst |             | Oui (JPN / US)                 | PlayStation Portable |
| 2011            | Onechanbara Special |             | Oui (JPN)                      | PlayStation Portable |
| 2011            | Chikyū Bōeigun 2 Portable                                                                                              |             | Oui (JPN)                      | PlayStation Portable |
| 2011            | Misshitsu no Sacrifice: Miki High Tension Night                                                                        | Oui         | Oui (JPN)                      | PlayStation Portable |
| 2011            | Bangai-O HD: Missile Fury                                                                                              |             | Oui                            | Xbox 360 |
| 2011            | Dream Trigger 3D |             | Oui                            | Nintendo 3DS |
| 2011            | Misshitsukara no Dasshutsu, The: Fushigi na Kuma Donaru Burger Hen                                                     |             | Oui                            | Nintendo 3DS |
| 2011            | Earth Defense Force: Insect Armageddon                                                                                 |             | Oui (JPN / US)                 | PlayStation 3, Xbox 360, Windows                                                                                              |
| 2011            | Ninja Rising | Oui         | Oui                            | iOS |
| 2011            | ShoppingCartHighway | Oui         | Oui                            | iOS |
| 2011            | Storm Lover Natsukoi!!                                                                                                 |             | Oui (JPN)                      | PlayStation Portable |
| 2011            | Angler's Club: Ultimate Bass Fishing 3D                                                                                |             | Oui                            | Nintendo 3DS |
| 2011            | White Knight Chronicles II                                                                                             |             | Oui (US)                       | PlayStation 3 |
| 2011            | Ben 10: Galactic Racing                                                                                                |             | Oui                            | PlayStation 3, PlayStation Vita, Xbox 360, Wii, Nintendo 3DS, Nintendo DS                                                     |
| 2011            | EscapeNinja | Oui         | Oui                            | iOS |
| 2011            | Victorious: Hollywood Arts Debut                                                                                       |             | Oui                            | Nintendo DS |
| 2011            | Victorious: Time to Shine                                                                                              |             | Oui                            | Xbox 360 |
| 2011            | Mask of Lion | Oui         | Oui                            | iOS |
| 2011            | Machi-ing Maker 4 | Oui         | Oui (JPN)                      | PlayStation 3, Xbox 360 |
| 2011            | Suto*Mani: Strobe * Mania                                                                                              | Oui         | Oui (JPN)                      | PlayStation Portable |
| 2011            | Misshitsukaran no Dasshutsu, The: Gakkō no Kyūkōsha Hen                                                                |             | Oui (JPN)                      | Nintendo 3DS |
| 2011            | Dream C Club Zero Portable                                                                                             | Oui         | Oui (JPN)                      | PlayStation Vita |
| 2011            | Misshitsukara no Dasshutsu, The: Tsukiyo no Mansion-Hen                                                                |             | Oui                            | PlayStation 3 |
| 2012            | Onechanbara Z: Kagura                                                                                                  |             | Oui                            | Xbox 360 |
| 2012            | Vitamin X: Detective B6                                                                                                |             | Oui                            | PlayStation Portable |
| 2012            | Uwaki Kareshi, The | Oui         | Oui                            | iOS |
| 2012            | EscapeTrick Prisonbreak                                                                                                | Oui         | Oui                            | iOS |
| 2012            | Onna no Ko to Misshitsu ni Itara **shichau Kamoshirenai                                                                |             | Oui                            | Nintendo 3DS |
| 2012            | Mahjong * Dream C Club                                                                                                 | Oui         | Oui                            | PlayStation 3, Xbox 360 |
| 2012            | Misshitsukara no Dasshutsu, The: Celeb na Gōtei Hen                                                                    | Oui         | Oui                            | Nintendo 3DS |
| 2012            | Madagascar: Join the Circus!                                                                                           |             | Oui                            | iOS |
| 2012            | Madagascar 3 : Bons baisers d'Europe                                                                                   | Oui         | Oui                            | PlayStation 3, Xbox 360, Wii, Nintendo 3DS, Nintendo DS                                                                       |
| 2012            | Storm Lover Kai!! |             | Oui                            | PlayStation Portable |
| 2012            | iCarly: Groovy Foodie!                                                                                                 | Oui         | Oui                            | Nintendo DS |
| 2012            | Jeremy McGrath's Offroad                                                                                               |             | Oui                            | PlayStation 3, Xbox 360 |
| 2012            | Misshitsukara no Dasshutsu, The: Suiri Bangai-Hen                                                                      | Oui         | Oui                            | iOS |
| 2012            | Misshitsukara no Dasshutsu, The: Nangoku no Resort Hen                                                                 | Oui         | Oui (JPN)                      | Nintendo 3DS |
| 2012            | Custom Drive |             | Oui (JPN)                      | PlayStation Portable |
| 2012            | Noroi no Haibyōin, The: Tojikomerareta Kao no Nai Shōjo                                                                | Oui         | Oui (JPN)                      | Nintendo 3DS |
| 2012            | Force de défense terrestre 2017 Portable                                                                               |             | Oui                            | PlayStation Vita |
| 2012            | Winx Club: Magical Fairy Party                                                                                         |             | Oui                            | Nintendo DS |
| 2012            | Pid |             | Oui                            | Xbox 360 |
| 2012            | Top Hand Rodeo Tour |             | Oui                            | Xbox 360 |
| 2012            | Karateka |             | Oui                            | Windows, PlayStation 3, Xbox 360, Nintendo DS, Nintendo 3DS, Wii U                                                            |
| 2012            | Ben 10: Omniverse |             | Oui                            | PlayStation 3, Xbox 360, Wii                                                                                                  |
| 2012            | Victorious: Taking the Lead                                                                                            |             | Oui                            | Nintendo DS, Wii |
| 2012            | Adventure Time: Hey Ice King! Why'd You Steal Our Garbage?!!                                                           |             | Oui                            | Nintendo DS, Nintendo 3DS |
| 2012            | Misshitsukara no Dasshutsu, The: Asobi no Tengoku Kumadonaru Bowl-Hen                                                  |             | Oui (JPN)                      | Nintendo 3DS |
| 2012            | Dream C Club: Complete Edipyon!                                                                                        | Oui         | Oui (JPN)                      | PlayStation 3 |
| 2012            | Cinq Légendes, Les |             | Oui                            | PlayStation 3, Xbox 360, Nintendo DS, Nintendo 3DS, Wii, Wii U                                                                |
| 2012            | Onna Katei Kyōshi Jitka-sensei to Misshitsu ni Itara **shichau Kamoshirenai                                            |             | Oui (JPN)                      | Nintendo 3DS |
| 2012            | Family Party: 30 Great Games Obstacle Arcade                                                                           |             | Oui                            | Wii U |
| 2012            | Black Knight Sword |             | Oui                            | PlayStation 3, Xbox 360 |
| 2012            | Sumaho Kareshi | Oui         | Oui                            | iOS |
| 2013            | Dream C Club Zero: Special Edipyon!                                                                                    | Oui         | Oui (JPN)                      | PlayStation 3 |
| 2013            | Uwaki Kareshi, The: Totsugeki! Uwaki Genba                                                                             | Oui         | Oui (JPN)                      | Nintendo 3DS |
| 2013            | Vitamin Z Graduation                                                                                                   | Oui         | Oui (JPN)                      | PlayStation Portable |
| 2013            | Uwaki Kareshi, The: Uwaki no Daishō                                                                                    | Oui         | Oui (JPN)                      | Nintendo 3DS |
| 2013            | Croods, Les : Fête préhistorique !                                                                                     |             | Oui                            | Nintendo DS, Nintendo 3DS, Wii, Wii U                                                                                         |
| 2013            | Lola's Math Train |             | Oui (JPN)                      | Nintendo 3DS |
| 2013            | Tiger and Bunny: Hero's Day                                                                                            | Oui         | Oui (JPN)                      | PlayStation Portable |
| 2013            | Uwaki Kareshi, The: Christmas Chūshi no Oshirase                                                                       | Oui         | Oui (JPN)                      | Nintendo 3DS |
| 2013            | Misshitsukara no Dasshutsu, The: Telebi Kyoku Micchaku 24-Ji Hen                                                       | Oui         | Oui (JPN)                      | Nintendo 3DS |
| 2013            | Uwaki Kareshi, The: Kaseifu ga Kenta Uwaki Genba                                                                       | Oui         | Oui (JPN)                      | Nintendo 3DS |
| 2013            | Dasshutsu Game, The: Kiken na 5-tsu no Misshitsu                                                                       | Oui         | Oui (JPN)                      | Nintendo 3DS |
| 2013            | Taxi, The: Boku wa Charisma Utenshu                                                                                    | Oui         | Oui (JPN)                      | Nintendo 3DS |
| 2013            | StormLover 2nd |             | Oui (JPN)                      | PlayStation Portable |
| 2013            | Doodle Jump for Kinect                                                                                                 |             | Oui                            | Xbox 360 |
| 2013            | Earth Defense Force 2025                                                                                               |             | Oui                            | PlayStation 3, Xbox 360 |
| 2013            | Turbo: Super Stunt Squad                                                                                               |             | Oui                            | PlayStation 3, Xbox 360, Nintendo DS, Nintendo 3DS, Wii, Wii U                                                                |
| 2013            | Dasshutsu Game, The: Uragiri no Misshitsu                                                                              | Oui         | Oui (JPN)                      | Nintendo 3DS |
| 2013            | Vitamin R |             | Oui (JPN)                      | PlayStation Portable |
| 2013            | Dream C Club Host Girl Collection!                                                                                     | Oui         | Oui                            | iOS |
| 2013            | Misshitsukara no Dasshutsu, The: Yukai na Saru to Family Restaurant Hen                                                | Oui         | Oui (JPN)                      | Nintendo DS |
| 2013            | Othello, The | Oui         | Oui (JPN)                      | Nintendo 3DS |
| 2013            | Marvel Puzzle Quest |             | Oui                            | iOS |
| 2013            | Regular Show: Mordecai and Rigby in 8-Bit Land                                                                         |             | Oui (US)                       | Nintendo 3DS |
| 2013            | Kanshikikan, The: File.1 Kinkyū Sōsa! Jūryō Shōko o Touch Seyo!                                                        |             | Oui (JPN)                      | Nintendo 3DS |
| 2013            | Card, The: Daifugō - Poker - Blackjack                                                                                 | Oui         | Oui (JPN)                      | Nintendo 3DS |
| 2013            | Igo, The | Oui         | Oui (JPN)                      | Nintendo 3DS |
| 2013            | Ben 10 Omniverse 2 |             | Oui                            | PlayStation 3, Xbox 360, Nintendo 3DS, Wii, Wii U                                                                             |
| 2013            | Hohei, The: Senjō no Inutachi                                                                                          | Oui         | Oui (JPN)                      | Nintendo 3DS |
| 2013            | Onechanbara Z: Kagura with NoNoNo!                                                                                     |             | Oui (JPN)                      | PlayStation 3 |
| 2013            | Adventure Time : Explore le donjon et pose pas de question !                                                           |             | Oui (US)                       | Windows, PlayStation 3, Xbox 360, Nintendo 3DS, Wii U                                                                         |
| 2013            | Kanshikikan, The: File.2 Kinkyū Shutsudō! Ochita Hoshi o Oe!                                                           | Oui         | Oui (JPN)                      | Nintendo 3DS |
| 2013            | Marvel Puzzle Quest: Dark Reign                                                                                        |             | Oui                            | Windows, PlayStation 3, PlayStation 4, Xbox 360, Xbox One                                                                     |
| 2014            | Dream C Club: Host Girls on Stage                                                                                      | Oui         | Oui (JPN)                      | PlayStation 4 |
| 2014            | Misshitsukara no Dasshutsu, The: Iyasarenai Onsen-Hen                                                                  |             | Oui (JPN)                      | Nintendo 3DS |
| 2014            | Lola's ABC Party |             | Oui (JPN)                      | Nintendo 3DS |
| 2014            | Solitaire, The: Klondike / Spider                                                                                      | Oui         | Oui (JPN)                      | Nintendo 3DS |
| 2014            | Misshitsukara no Dasshutsu, The: Subete no Hajimari 16 no Nazo                                                         | Oui         | Oui (JPN)                      | Wii U |
| 2014            | Dream C Club Gogo. | Oui         | Oui (JPN)                      | PlayStation 3 |
| 2014            | Tennis, The | Oui         | Oui                            | Nintendo 3DS, iOS |
| 2014            | Docodemo Gal Mahjong, The                                                                                              |             | Oui (JPN)                      | PlayStation Vita |
| 2014            | Rengeki Heroes, The | Oui         | Oui (JPN)                      | Nintendo 3DS |
| 2014            | Illust Puzzle, The | Oui         | Oui                            | Nintendo 3DS |
| 2014            | Line Puzzle, The | Oui         | Oui                            | Nintendo 3DS |
| 2014            | Number Puzzle, The | Oui         | Oui                            | Nintendo 3DS - Nintendo Switch (2018)                                                                                         |
| 2014            | Misshitsukara no Dasshutsu, The: Enchō Hisshi no Karaoke-Hen                                                           | Oui         | Oui (JPN)                      | Nintendo 3DS |
| 2014            | Hello Kitty Flower Bounce                                                                                              | Oui         | Oui                            | iOS |
| 2014            | Battle Robo, The: Daikyōtō Scramble                                                                                    | Oui         | Oui (JPN)                      | Nintendo DS |
| 2014            | Misshitsukara no Dasshutsu 2, The: Kesareta 19 no Kioku                                                                | Oui         | Oui (JPN)                      | Wii U |
| 2014            | Bullet Girls | Oui         | Oui (JPN)                      | PlayStation Vita |
| 2014            | Cheep Nim | Oui         | Oui                            | iOS |
| 2014            | Where's Aunty? (in Osaka)                                                                                              | Oui         | Oui                            | iOS |
| 2014            | Funny-Shaped Carrots                                                                                                   | Oui         | Oui                            | iOS |
| 2014            | Neko Kan, The | Oui         | Oui                            | iOS |
| 2014            | Nekketsu, The! Honoo no Ramen-ya                                                                                       | Oui         | Oui (JPN)                      | Nintendo 3DS |
| 2014            | Onechanbara Z2: Chaos                                                                                                  |             | Oui (PC, PS4 JPN)              | Windows, PlayStation 4 |
| 2014            | Misshitsukara no Dasshutsu, The: Fushigi Hakken! Hakubutsukan-Hen                                                      |             | Oui (JPN)                      | Nintendo 3DS |
| 2014            | Earth Defense Force 2: Invaders From Planet Space                                                                      |             | Oui (JPN)                      | PlayStation Vita |
| 2014            | Noroi no Haikōsha, The: Noroi no Kamen to Futago no Shōjo                                                              |             | Oui (JPN)                      | Nintendo 3DS |
| 2014            | Yowamushi Yūsha to Yankee Maō                                                                                          | Oui         | Oui                            | iOS |
| 2015            | Shopping Cart Highway R                                                                                                | Oui         | Oui                            | iOS |
| 2015            | Nekoneko Truck Daisakusen!                                                                                             | Oui         | Oui                            | iOS |
| 2015            | Dasshutsu Hunter! Neko to Mahō to 100 no Nazo                                                                          | Oui         | Oui                            | iOS |
| 2015            | Otoko Yūkaku |             | Oui (JPN)                      | PlayStation Vita |
| 2015            | Misshitsukara no Dasshutsu, The: Tabi wa Michidzure! Tetsudō-Hen                                                       |             | Oui (JPN)                      | Nintendo DS |
| 2015            | Earth Defense Force 4.1: The Shadow of New Despair                                                                     |             | Oui (PC, PS4 JPN)              | Windows, PlayStation 4 |
| 2015            | Kyojinsō, The | Oui         | Oui (JPN)                      | Nintendo 3DS |
| 2015            | Bokura no Nanokakan Sensō: Yūjō Adventure                                                                              | Oui         | Oui (JPN)                      | Nintendo 3DS |
| 2015            | Item Sagashi, The: Joshikōsei Tantei Shinjitsu no Jikenbo                                                              | Oui         | Oui (JPN)                      | Nintendo 3DS |
| 2015            | Omikuji Ninja TAP! | Oui         | Oui                            | iOS |
| 2015            | Natsuiro High School: Seishun Hakusho                                                                                  | Oui         | Oui (JPN)                      | PlayStation 3, PlayStation 4                                                                                                  |
| 2015            | Vamwolf Cross | Oui         | Oui (JPN)                      | PlayStation Vita |
| 2015            | Adventure Time: Puzzle Quest                                                                                           | Oui         | Oui (iOS)                      | iOS, Android |
| 2015            | Misshitsukara no Dasshutsu, The: Nō o Kitaeru Sports Gym Hen                                                           | Oui         | Oui (JPN)                      | Nintendo 3DS |
| 2015            | Teikoku Kaigun Koi Bojō: Meiji Yokosuka Kōshinkyoku                                                                    |             | Oui                            | PlayStation Vita |
| 2015            | Bokura no Gakkō Sensō: Tsūkai Adventure                                                                                | Oui         | Oui (JPN)                      | Nintendo 3DS |
| 2015            | Omega Labyrinth |             | Oui (JPN)                      | PlayStation Vita |
| 2015            | Believer! |             | Oui (JPN)                      | PlayStation Vita |
| 2015            | Storm Lover V |             | Oui (JPN)                      | PlayStation Vita |
| 2016            | Storm Lover 2nd V |             | Oui (JPN)                      | PlayStation Vita |
| 2016            | Misshitsukara no Dasshutsu, The: Daifushizen Camp-Jō Hen                                                               | Oui         | Oui (JPN)                      | Nintendo 3DS |
| 2016            | Misshitsukara no Dasshutsu Archives 1, The                                                                             | Oui         | Oui (JPN)                      | Nintendo 3DS |
| 2016            | Misshitsukara no Dasshutsu Archives 2, The                                                                             | Oui         | Oui (JPN)                      | Nintendo 3DS |
| 2016            | Bullet Girls 2 |             | Oui (JPN)                      | PlayStation Vita |
| 2016            | Idol Death Game TV |             | Oui (JPN)                      | PlayStation Vita |
| 2016            | Nightshade | Oui         | Oui                            | Windows, PlayStation Vita, Nintendo Switch                                                                                    |
| 2017            | SG/ZH: School Girl Zombie Hunter                                                                                       |             | Oui (PS4 JPN, PS Store US, PC) | Windows, PlayStation 4 |
| 2017            | Omega Labyrinth Z |             | Oui                            | PlayStation 4, PlayStation Vita                                                                                               |
| 2017            | Earth Defense Force 4.1: Wing Diver The Shooter                                                                        |             | Oui                            | Windows, PlayStation 4 |
| 2017            | Elminage Original: Priestess of Darkness and The Ring of the Gods                                                      |             | Oui                            | Windows |
| 2017            | Earth Defense Force 5                                                                                                  |             | Oui                            | PlayStation 4 |
| 2018            | Shiawase-sō no Kanrinin-san                                                                                            | Oui         | Oui                            | PlayStation 4 |
| 2018            | Men of Yoshiwara, The: Kikuya                                                                                          | Oui         | Oui                            | Nintendo Switch |
| 2018            | Tennis | Oui         | Oui                            | Nintendo Switch |
| 2018            | Escape Trick: 35 Fateful Enigmas                                                                                       | Oui         | Oui                            | Nintendo Switch |
| 2018            | Billiard | Oui         | Oui                            | Nintendo Switch |
| 2018            | Vitamin X Destination                                                                                                  |             | Oui                            | PlayStation Vita |
| 2018            | Men of Yoshiwara, The: Kikuya                                                                                          | Oui         | Oui                            | Nintendo Switch |
| 2018            | Enchanting Mahjong Match                                                                                               | Oui         | Oui                            | Nintendo Switch |
| 2018            | Charming Empire, The                                                                                                   |             | Oui                            | Nintendo Switch |
| 2018            | Pub Encounter |             | Oui                            | Nintendo Switch |
| 2018            | Destiny's Princess: A War Story, A Love Story                                                                          |             | Oui (JPN/EUR)                  | Nintendo Switch |
| 2018            | Disease: Hidden Object                                                                                                 |             | Oui                            | Nintendo Switch |
| 2018            | Catch 'Em! Goldfish Scooping                                                                                           |             | Oui                            | Nintendo Switch |
| 2018            | Bullet Girls Phantasia                                                                                                 |             | Oui (JPN)                      | PlayStation 4, PlayStation Vita                                                                                               |
| 2018            | Amazing Shinsengumi, The: Heroes in Love                                                                               |             | Oui                            | Nintendo Switch |
| 2018            | Gakuen Club |             | Oui                            | Nintendo Switch |
| 2018            | Card, The: Poker, Texas Hold 'em, Blackjack, Page One                                                                  |             | Oui                            | Nintendo Switch |
| 2018            | Funghi Puzzle: Funghi Explosion                                                                                        |             | Oui                            | Nintendo Switch |
| 2018            | Knock 'Em Down! Bowling                                                                                                |             | Oui                            | Nintendo Switch |
| 2019            | Golf, The |             | Oui                            | Nintendo Switch |
| 2019            | Taikan, The! Sports Pack: Tennis - Bowling - Golf - Billiards                                                          |             | Oui (JPN)                      | Nintendo Switch |
| 2019            | Variety Game Daishūgō, The: Kingyo Sukui - Card - Sūji Puzzle - Nikakudori                                             |             | Oui (JPN)                      | Nintendo Switch |
| 2019            | Earth Defense Force: Iron Rain                                                                                         |             | Oui                            | PlayStation 4 |